# SN 2009kj
SN 2009kj – supernowa odkryta 16 czerwca 2009 roku w galaktyce A141325+5251. W momencie odkrycia miała maksymalną jasność 21,00m.